# Amaury Bischoff
Amaury Bischoff (født 31. marts 1987 i Colmar, Frankrig) er en fransk/portugisisk fodboldspiller, der spiller som midtbanespiller i tyske Hansa Rostock. Han har spillet for klubben siden 2017. Tidligere har han optrådt for blandt andet Werder Bremen og engelske Arsenal F.C.

## Klubkarriere

### Werder Bremen
Bischoffs første klub som seniorspiller var tyske Werder Bremen, hvor han dog hovedsageligt spillede på klubbens reservehold. Den 14. marts 2007 fik sin eneste optræden for klubbens førstehold, en UEFA Cup-kamp mod spanske Celta Vigo. Selvom klubben tilbød ham en kontraktforlængelse valgte han i sommeren 2008 at skifte til den engelske Premier League-klub Arsenal F.C.

### Arsenal F.C.
Bischoff startede officielt i Arsenal den 30. juli 2008. Han debuterede for klubben den 11. november samme år i en Carling Cup-kamp mod Wigan Athletic, og spillede måneden efter igen i samme turnering mod Burnley F.C. På trods af at han har siddet på bænken i kampe i de større turneringer, blev de to Carling Cup-kampe fortsat Bischoffs eneste optrædener på London-klubbens førstehold.

### Académica
I 2009 solgte Arsenal Bischoff til portugisiske Académica. Herfra har han også været udlejet til CD Aves.

## Landshold
Bischoff, der er søn af en portugisisk mor og en fransk far, havde mulighed for at spille på begge landshold. Han spillede på det franske U-18-landshold, inden han skiftede til Portugal, som han siden har repræsenteret på både U-19 og U-21-niveau.